# Paraplonobia dactyloni
Paraplonobia dactyloni är en spindeldjursart som beskrevs av Frank Jason Smiley och Baker 1995. Paraplonobia dactyloni ingår i släktet Paraplonobia och familjen Tetranychidae. Inga underarter finns listade i Catalogue of Life.